# АИГЕЛ
АИГЕЛ — російський електронний хіп-хоп дует, що складається з авторки текстів Айґель Ґайсіної із Набережних Челнів  та електронного музиканта із Санкт-Петербурга Іллі Барамії.

## Учасники

### Айґель Ґайсіна
Народилася 9 жовтня 1986 року, живе в Набережних Челнах, Татарстан.
За професією — актриса озвучування. Пише вірші з раннього дитинства, займається музикою з 2003 року. З середини 2000-их стала відома як перекладачка татарської поезії та молода поетеса.
В 2016 році у видавництві «Геликон+» випустила збірку віршів «Суд», засновану на реальних подіях і переживаннях Айґель: в 2015 році її хлопця заарештували за звинуваченням у спробі вбивства, після чого засудили до 3 років ув'язнення в колонії строгого режиму. В декількох інтерв'ю Айґель заявляла про те, що винесений вирок є несправедливим, а також про те, що потерпілий, дізнавшись про можливі наслідки для звинуваченого, хотів відкликати заяву, але не зміг цього зробити через те, що стаття передбачає публічне звинувачення.. Потерпілий також заявив, що вважає вирок у вигляді реального терміну занадто суворим. 5 грудня 2017 року суд ухвалив рішення про умовно-дострокове звільнення ув'язненого.

### Ілля Барамія
Народився 18 червня 1973 року, живе в Санкт-Петербурзі. Музикант, звукорежисер і музичний продюсер, займається електронною музикою з 1997 року, учасник гуртів «Ёлочные игрушки», «2H Company», «Самое большое простое число». Куратор напрямку «Сучасна музика і саунд-дизайн» в «Школі креативних індустрій „Маяк“».

## Історія
Восени 2016 року Айґель зв'язалася з Іллею через Facebook і запропонувала написати музику для вистави, основаної на збірці віршів «Суд». В процесі спільної роботи ідея еволюціонувала і виник гурт АИГЕЛ. На початку 2017 матеріал був готовий і відбулися перші концерти в Москві та Санкт-Петерубрзі. 10 квітня 2017 року вийшов дебютний альбом «1190» (назва пов'язана з вироком на 1190 днів).
Більша частина роботи над матеріалом відбувається дистанційно, оскільки музиканти живуть у різних містах. Учасники дуету не бачилися і навіть не розмовляли до першого концерту, комунікація відбувалася в мережі. Більшість текстів Айґель написала спеціально для виконання під музику, однак деякі тексти — це написані раніше пісні, адаптовані під музику. Серед виконавців, що вплинули на творчість дуету, музиканти називають Run the Jewels.
У 2023 році пісня «Пыяла» стала саундтреком до російського серіала «Слово пацана». Проте, у титрах назви пісні та гурту немає. Ймовірно через те, що гурт у «чорному списку» за підтримку України.

## Дискографія
Студійні альбоми
- 2017 — 1190
- 2018 — Музыка
- 2019 — Эдем
- 2020 — Пыяла

Мініальбоми
- 2017 — Буш Баш
- 2017 — RMX
- 2020 — Офигенно
- 2020 — Ул

Музика до фільмів
- серіал «Топі» (2021)